# Américo Montanarini
Américo Montanarini (São Paulo, 11 de agosto de 1917 — São Paulo, 14 de julho de 1994) foi um basquetebolista e químico brasileiro.

## Carreira
Começou a jogar basquetebol no Colégio Sagrado Coração de Jesus, onde também praticava outros esportes. Jogou no Clube Esperia.
Integrou a Seleção Brasileira de Basquetebol Masculino que competiu nos Jogos Olímpicos de Berlim realizados em 1936.
Disputou também o campeonato sul-americano de 1938 e de 1939, no qual foi campeão. Mudou-se para Taubaté em 1942 para trabalhar e continuou a jogar basquete.
Mudou-se para Taubaté em 1942, para trabalhar, e continuou a jogar basquete. Em 1951 voltou para São Paulo e foi jogar, como veterano, no Clube Indiano.